# Sicariomorpha maschwitzi
Genre
Espèce
Synonymes
- Gamasomorpha maschwitzi Wunderlich, 1995

Sicariomorpha maschwitzi, unique représentant du genre Sicariomorpha, est une espèce d'araignées aranéomorphes de la famille des Oonopidae.

## Distribution
Cette espèce est endémique de Malaisie. Elle se rencontre au Selangor et au Pahang.

## Description
Le mâle décrit par Ott, von Beeren, Hashim, Witte et Harvey en 2015 mesure 2,71 mm et la femelle 2,81 mm.

## Éthologie
Cette araignée est myrmécophile, elle se rencontre dans les fourmilières de Leptogenys distinguenda.

## Étymologie
Cette espèce est nommée en l'honneur d'Ulrich Maschwitz.

## Publications originales
- Wunderlich, 1995 : Beschreibung bisher unbekannter Spinnenarten und -Gattungen aus Malaysia und Indonesien (Arachnida: Araneae: Oonopidae, Tetrablemmidae, Telemidae, Pholcidae, Linyphiidae, Nesticidae, Theridiidae und Dictynidae). Beiträge zur Araneologie, vol. 4, p. 559-579.
- Ott, von Beeren, Hashim, Witte & Harvey, 2015 : Sicariomorpha, a new myrmecophilous goblin spider genus (Araneae, Oonopidae) associated with Asian army ants. American Museum Novitates, no 3843, p. 1-14 (texte intégral).